# Karen Olivo

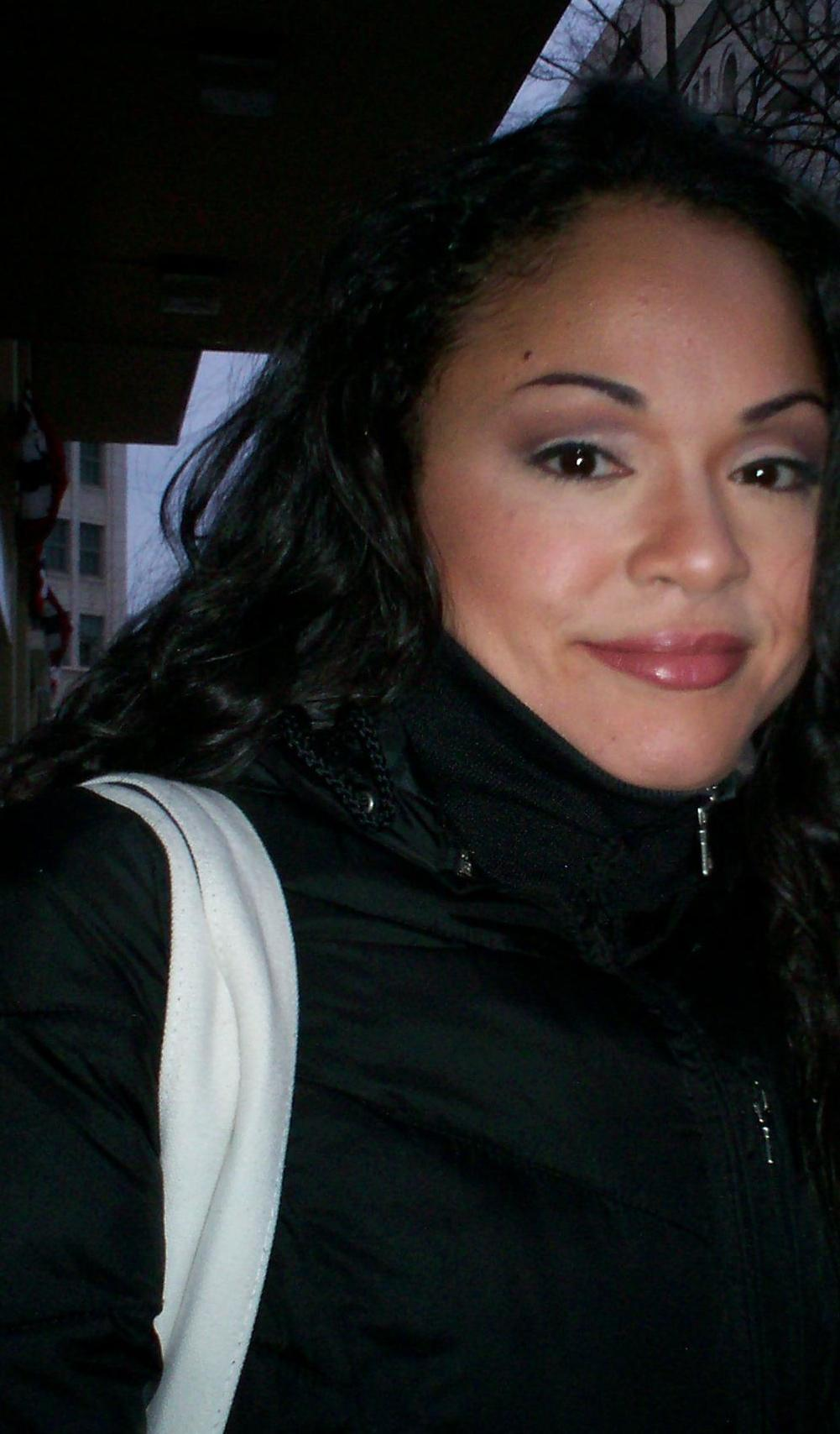
Karen Olivo (2009)

Karen Olivo (* 7. August 1976 in New York) ist eine US-amerikanische nichtbinäre Person, die in Musicaldarstellung und im Schauspiel arbeitet.

## Leben
Olivo wurde am 7. August 1976 in South Bronx, New York geboren und wuchs in Florida auf. Karens Vater ist Puerto-Ricaner und amerikanischer Ureinwohner-Abstammung, die Mutter ist chinesischer und dominikanischer Herkunft. Olivo besuchte die University of Cincinnati, verließ diese jedoch 1998 ein Jahr vor dem Abschluss, um dem Cast des Musicals Rent beizutreten. Im Jahr 2006 heiratete Karen einen Schauspielkollegen, Matt Caplan. Das Paar ließ sich 2012 scheiden. Seit 2014 ist Olivo mit dem Marketing Manager Jim Uphoff verheiratet.

## Karriere
Olivo brach 1997 das Studium ab und arbeitete als Swing- und Coverbesetzung an der Broadway-Produktion von Rent, verließ diese aber, um an der ersten national Tour teilzunehmen. Offizielles Broadway-Debüt gab Karen 2004 als Faith in dem Musical Brooklyn.
2008 war Olivo als Vanessa Teil des Original-Cast von In the Heights und stand dort gemeinsam mit Lin-Manuel Miranda auf der Bühne. Mit Miranda trat Karen 2014 erneut in einer Produktion des Musicals Tick, Tick… BOOM! auf.
Im November 2008 verließ Olivo den Cast, um als Anita in dem 2009 Revival von West Side Story aufzutreten. Für die Leistung als Anita wurde Karen unter anderem für den Drama Desk Award nominiert und gewann 2009 den Tony Award als beste Nebendarstellerin in einem Musical. Während eine Aufführung am 8. Mai 2010 brach Olivo sich den Fuß und musste die Produktion verlassen.
Nachdem sich Olivo 2014 eine Auszeit von der Schauspielerei genommen hatte, kehrte Olivo 2016 als Angelica Schyler in der Chicago-Produktion von Hamilton zurück ans Theater.
Seit Juni 2018 ist Karen in der Musicaladaption des Films Moulin Rouge am Broadway zu sehen. Dort spielt Karen neben Aaron Tveit und Danny Burstein die Hauptrolle der Satine, eine Kurtisane und der große Star des Moulin Rouges. Diese Performance brachte Olivo 2020 die zweite Tony-Nominierung ein, dieses Mal als beste Hauptdarstellerin in einem Musical.
Olivo war unter anderem in den Serien Good Wife, Law & Order: Special Victims Unit und Harry’s Law zu sehen.

## Werke

### Musicals & Theater
- 1997–1999: Rent  – Swing und Coverbesetzung (Mimi Marquez / Maureen Johnson)
- 2003–2005: Brooklyn  – als Faith
- 2005: Miracle Brothers  – als Jeca
- 2007–2008: In the Heights – als Vanessa
- 2009–2010: West Side Story  – als Anita
- 2011: By the Way, Meet Vera Stark – als Anne Mae / Afua Assata Ejobo
- 2012: Murder Ballad
- 2014: Tick, Tick... BOOM!
- 2016–2017: Hamilton  – als Angelica Schyler
- 2018: Chess  – als Florence Vassy
- seit 2018: Moulin Rouge!  – als Satine

### Filmografie
- Law & Order: Special Victims Unit (2007–2013) –  Serie, 2 Folgen
- Good Wife (2010–2012) – Serie, 3 Folgen
- Harry’s Law (2011–2012) – Serie, 22 Folgen
- 2021: Rita Moreno: Just a Girl Who Decided to Go for It (Dokumentarfilm)

## Auszeichnungen und Nominierungen
Drama Desk Award
- 2007: Auszeichnung für beste Ensemble Performance, In the Heights
- 2009: Nominierung als beste Nebendarstellerin in einem Musical, West Side Story

Tony Award
- 2009: Auszeichnung als beste Nebendarstellerin in einem Musical, West Side Story
- 2020: Nominierung als beste Hauptdarstellerin in einem Musical, Moulin Rouge!

Outer Critics Award
- 2009: Nominierung als beste Nebendarstellerin in einem Musical, West Side Story
- 2020: Nominierung als beste Hauptdarstellerin in einem Musical, Moulin Rouge!

Grammy Award
- 2020: Nominierung für bestes Musical Theater Album, Moulin Rouge!